# Nadawki
Nadawki (niem.: do 1938 Nadafken, 1938–1945 Kuppenhof) – część wsi Baranowo w Polsce, położona w województwie warmińsko-mazurskim, w powiecie mrągowskim, w gminie Mikołajki.
W latach 1975–1998 Nadawki należały administracyjnie do województwa suwalskiego.

## Historia
Osada powstała w 1719 roku na 12 włokach jako folwark należący do Baranowa. W 1785 roku w osadzie były dwa domy. W 1938 r., w ramach akcji germanizacyjnej, zmieniono urzędowa nazwę osady z Nadafken na Kuppenhof.